# Rdeči Breg, Lovrenc na Pohorju
Rdeči Breg je naselje v Občini Lovrenc na Pohorju.